# Устово
Устово (пол. Ustowo, нім. Güstow) — село в Польщі, у гміні Колбасково Полицького повіту Західнопоморського воєводства.
Населення — 369 осіб (2011).
У 1975-1998 роках село належало до Щецинського воєводства.

## Демографія
Демографічна структура станом на 31 березня 2011 року:
|          | Загалом | Допрацездатний вік | Працездатний вік | Постпрацездатний вік |
| -------- | ------- | ------------------ | ---------------- | -------------------- |
| Чоловіки | 179     | 30                 | 135              | 14                   |
| Жінки    | 190     | 39                 | 124              | 27                   |
| Разом    | 369     | 69                 | 259              | 41                   |